# 大海牙地區
大海牙地區（荷蘭語： 荷蘭語發音：[ˈɦaːxlɑndə(n)]）即海牙都會區，是荷蘭海牙周邊地區的城市群，擁有約一百萬人口（2013年9月），涵蓋面積405 km²。大海牙地區屬於南荷蘭省，包括九個基層政權。

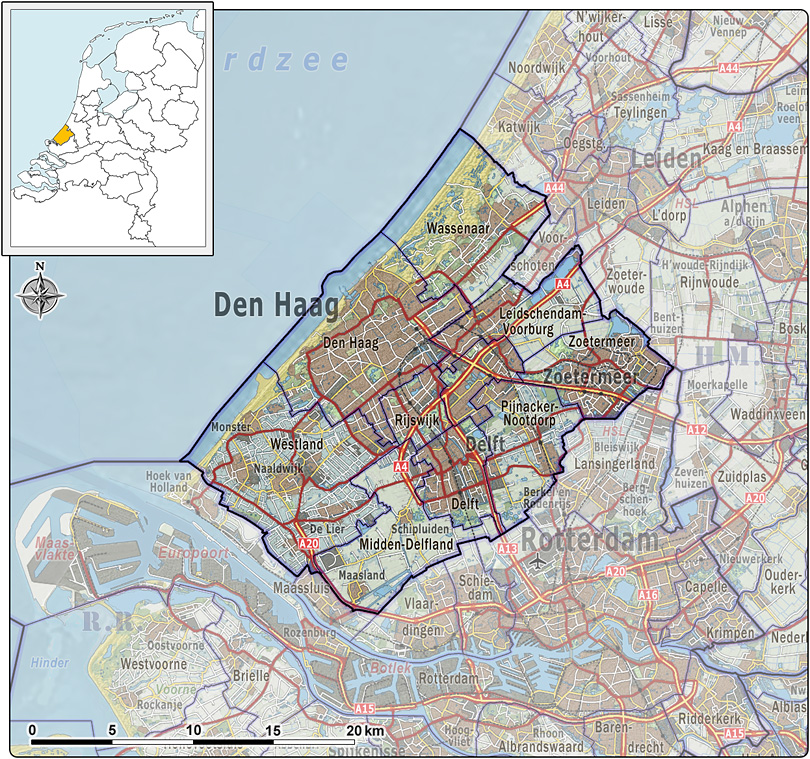
大海牙地區地圖（2013年）

大海牙地區是鹿特丹–海牙都會區的一部分。
| 基層政權                               | 人口數  |
| -------------------------------------- | ------- |
| 海牙（'s-Gravenhage）                  | 548,320 |
| 祖特梅爾（Zoetermeer）                 | 125,267 |
| 韋斯特蘭（Westland）                   | 111,382 |
| 台夫特（Delft）                        | 103,581 |
| 莱岑丹-福尔堡（Leidschendam-Voorburg） | 76,433  |
| 派納克-諾特多普（Pijnacker-Nootdorp）  | 55,674  |
| 赖斯韦克（Rijswijk）                   | 55,220  |
| 瓦瑟納爾（Wassenaar）                  | 26,949  |
| 中代爾夫蘭（Midden-Delfland）          | 19,414  |

## 外部連結
- 大海牙地區（荷兰文）

52°03′57″N 4°17′48″E / 52.0658°N 4.2967°E